# Osječko-baranjska županija
Osječko-baranjska županija je jedna od dvadeset hrvatskih županija, smještena je na istoku Hrvatske. Obuhvaća krajeve oko donjeg toka rijeke Drave prije njezinog utoka u Dunav kod Aljmaša, tj. cijelu hrvatsku Baranju i dio Slavonije koji gravitira gradu Osijeku.

## Administrativna podjela i stanovništvo
Županija je podijeljena na 7 gradova i 35 općina.
- Gradovi:
  - Grad Beli Manastir
  - Grad Belišće
  - Grad Donji Miholjac
  - Grad Đakovo
  - Grad Našice
  - Grad Osijek
  - Grad Valpovo
- Općine:
  - Općina Antunovac
  - Općina Bilje
  - Općina Bizovac
  - Općina Čeminac
  - Općina Čepin
  - Općina Darda
  - Općina Draž
  - Općina Donja Motičina
  - Općina Drenje
  - Općina Đurđenovac
  - Općina Erdut
  - Općina Ernestinovo
  - Općina Feričanci
  - Općina Gorjani
  - Općina Jagodnjak
  - Općina Kneževi Vinogradi
  - Općina Koška
  - Općina Levanjska Varoš
  - Općina Magadenovac
  - Općina Marijanci
  - Općina Podravska Moslavina
  - Općina Petlovac
  - Općina Petrijevci
  - Općina Podgorač
  - Općina Punitovci
  - Općina Popovac
  - Općina Satnica Đakovačka
  - Općina Semeljci
  - Općina Strizivojna
  - Općina Šodolovci
  - Općina Trnava
  - Općina Viljevo
  - Općina Viškovci
  - Općina Vladislavci
  - Općina Vuka

Županija je stvorena od teritorija općina Beli Manastir, Đakovo, Donji Miholjac, Valpovo. iz doba SRH. Županiji je teritorijalnim preustrojem 1997. dodijeljen teritorij nekadašnje općine Našice koji je dotad pripadao Požeško-slavonskoj županiji.

### Stanovništvo
Prema popisu stanovništva iz 2021. godine na prostoru Osječko-baranjske županije živi 258.026 stanovnika (3. najnaseljenija županija nakon Grada Zagreba i Splitsko-dalmatinske županije). 88,10 % stanovništva čine Hrvati, 6,00 % Srbi, 2,35 % Mađari i ostali
| broj stanovnika | 146505 | 166970 | 164425 | 189075 | 209709 | 231107 | 232713 | 263024 | 280670 | 294376 | 328965 | 351164 | 356470 | 367193 | 330506 | 305032 | 258026 |
|                 | 1857.  | 1869.  | 1880.  | 1890.  | 1900.  | 1910.  | 1921.  | 1931.  | 1948.  | 1953.  | 1961.  | 1971.  | 1981.  | 1991.  | 2001.  | 2011.  | 2021.  |

## Županijska uprava
Trenutna Osječko-baranjska županica je Nataša Tramišak, a zamjenici županice su Josip Miletić i Goran Ivanović.
Upravna tijela Osječko-baranjske županije su:
- Tajništvo Županije
- Upravni odjel za javne financije
- Upravni odjel za gospodarstvo
- Upravni odjel za investicije, razvojne projekte i fondove Europske unije
- Upravni odjel za poljoprivredu
- Upravni odjel za ruralni razvoj
- Upravni odjel za kontinentalni turizam
- Upravni odjel za prostorno uređenje i graditeljstvo
- Upravni odjel za prostorno planiranje, zaštitu okoliša i prirode
- Upravni odjel za prosvjetu, kulturu, šport i tehničku kulturu
- Upravni odjel za zdravstvo i socijalnu skrb
- Upravni odjel za upravne i pravne poslove
- Služba za javnu nabavu
- Služba za zajedničke poslove
- Služba unutarnje revizije

Prema Zakonu o lokalnoj i područnoj (regionalnoj) samoupravi, Skupština Osječko-baranjske županije ima 51 vijećnika koje biraju građani na neposrednim izborima. Budući da srpska i mađarska nacionalna manjina imaju pravo na zastupljenost u Skupštini, a to nije postignuto na izborima 18. svibnja 2025. godine, radi ostvarivanja odgovarajuće zastupljenosti ovih manjina broj članova Županijske skupštine povećan je za četiri člana, tako da Skupština ima  55 vijećnika. Skupština ima predsjednika i dva potpredsjednika koje bira iz reda vijećnika.
Predsjednik Skupštine je Tomislav Rob (HDZ), a potpredsjednici Skupštine su Anto Đapić (DESNO) i Marko Bogatić (SDP).
Vijećnici Skupštine prema stranačkoj pripadnosti (prema rezultatima izbora 18. svibnja 2025. godine):
| Stranka                  | Postotak glasova | Broj zastupnika |
| HDZ, DP, DESNO,HSLS      | 54,01 %          | 24 mjesta       |
| SDP, Možemo!             | 20,74 %          | 9 mjesta        |
| DOMiNO, MOST,HS, BUZ,HSP | 10,03 %          | 4 mjesta        |
| HDSSB, HSS, HSU          | 6,39 %           | 2 mjesta        |
| Snaga SiB, HNS, HPSS     | 5,12 %           | 2 mjesta        |

Vijećnici Skupštine prema stranačkoj pripadnosti (listopad 2018. godine):
- HDZ – 27
- Lista grupe birača – 4
- SDP – 5
- HNS – 3
- HSS – 3
- MOST – 5
- HDSSB – 1
- ŽIVI ZID – 3
- Nezavisni – 4

### Manjine
Nekoliko manjina u Osječko-baranjskoj županiji ima svoja manjinska vijeća. U donjoj tablici se nalaze popisi tih manjina s poveznicama na njihove statute te naziv njihovog vijeća na jeziku dotične manjine.
| Manjinsko vijeće | Sjedište vijeća                                | Statut | Ime vijeća Coucil                                                         |  |
| ---------------- | ---------------------------------------------- | ------ | ------------------------------------------------------------------------- |  |
| Albanci          | Valpovo                                        | [ 5 ]  | Kshilli i pakicës kombtare shqiptare i Prefekturës së osijekut e baranjës |  |
| Mađari           | Prosvjetno-kulturni centar Mađara u RH, Osijek | [ 6 ]  | Eszék-Baranya Megyei Magyar Kisebbségi Önkormányzat                       |  |
| Nijemci          | Osijek                                         | [ 7 ]  | Rat der deutschen Minderheit der Osijeker-baranjaer Gespanschaft          |  |
| Romi             | Jagodnjak                                      | [ 8 ]  | Vijeće romske nacionalne manjine Osječko-baranjske županije               |  |
| Slovaci          | Jelisavac                                      | [ 9 ]  | Rada slovenskej národnostnej menšiny Osječko-baranjskej župy              |  |
| Srbi             | Osijek                                         | [ 10 ] | Vijeće srpske nacionalne manjine Osječko-baranjske županije (VSNMOBŽ)     |  |

Bošnjaci, Crnogorci, Makedonci, Rusini i Slovenci imaju po jednog predstavnika.

## Zemljopis
Položaj županije je 45º 32' sjever, 18º 44' istok. Nadmorska visina 90 m iznad razine mora, a površina 4152 km²

## Udruge

### Astronomska društva
- Astronomsko društvo Anonymus Valpovo
- Astronomsko društvo Giordano Bruno Beli Manastir
- Astronomsko društvo Orion Đakovo
- Astronomsko društvo Andromeda Donji Miholjac
- Astronomsko društvo Osijek

### Izviđači
- Udruga izviđača Slavonski hrast Osijek
- Odred izviđača Iovallios Valpovo
- Odred izviđača Klasje Đakovo
- Izviđački klub Javor Osijek
- Odred izviđača Drava Osijek
- Udruga starih športova Našice

## Vanjske poveznice
- Službena stranica županije

|  | Portal Hrvatske: pristup člancima s tematikom o Hrvatskoj |